# Jäts distrikt
Jäts distrikt är ett distrikt i Växjö kommun och Kronobergs län. Distriktet ligger söder om Växjö. 

## Tidigare administrativ tillhörighet
Distriktet inrättades 2016 och utgörs av socknen Jät i Växjö kommun.
Området motsvarar den omfattning Jäts församling hade 1999/2000.